# جيريمي هووكر
جيريمي هووكر (بالإنجليزية: Jeremy Hooker)‏ هو ناقد أدبي بريطاني، ولد في 1941.